# ノワジー＝ル＝ロワ
ノワジー＝ル＝ロワ(Noisy-le-Roi)はフランス北中部のイル＝ド＝フランス地域圏イヴリーヌ県のコミューンである。

## 地理
ノワジー＝ル＝ロワの領域はヴェルサイユ平野にある。北はマルリーの森、南はリュ・ド・ガリー川で、標高はおよそ130mである。都市化された区域は面積の約1/4で、残りは南部を占める農地、そして北のマルリーの森の端である。

## 由来
Noisy-le-Roiとは、この地で収穫されたクルミ（noyers）に由来する。

## 歴史
ノワジー＝ル＝ロワとバリーで発見された火打石は、先史時代の人の定住を証明するものである。この地は長い間イヴリーヌの森で覆われ、ガリア時代にはカルニュート族とパリシイ族の定住地の境界線上にあった。そしておそらく祖先たちはこの平原で狩りをしていた。
ノワジーの村が初めて文献に登場するのは1136年、ポルロワの特許状台帳においてである。13世紀後半、ラ・ヴィルヌーヴ家がノワジー領主となった。14世紀、ノワジーは百年戦争の略奪にあった。まちには要塞があったため、1346年と1431年の2度火災が起きている。1438年の黒死病流行で地方は荒廃し、住民の大半が死亡した。
1526年、ノワジーは高等法院における王の代理人ギヨーム・ポイエに売却された。1545年にポイエが横領の罪で断罪されると、土地は王家のものとなった。より正確にはフランソワ1世の愛妾エタンプ公爵夫人、アンヌの没後はアンリ2世の愛妾ディアーヌ・ド・ポワチエの領地にされた。1568年、ディアーヌはアルベール・ド・ゴンディにノワジーの土地を相続させた。フィレンツェ出身の銀行家一族であるゴンディ家に属したアルベールは、同郷のカトリーヌ・ド・メディシスの信頼が厚く、シャルル9世の最も近い重臣であった。彼はコリニー提督暗殺を王に熱心に説いた1人であった。アルペールはサン＝ジェルマンの王宮近くの土地を買収し、ノワジーの城を建てた。
1675年、ノワジー城をルイ14世が購入し、1676年の勅令によってノワジーは王領に組み込まれた。よって、「王のノワジー」と呼ばれるようになった。1680年代、ルイ14世は城と庭園を自分の子供達が利用できるようにした。1684年よりマントノン夫人がノワジーの城を（没落した者も含め）貴族階級の少女の学校とした。
ノワジー＝ル＝ロワがコミューンとなったのは1789年である。

## 人口統計
| 1962年 | 1968年 | 1975年 | 1982年 | 1990年 | 1999年 | 2006年 |
| ------ | ------ | ------ | ------ | ------ | ------ | ------ |
| 1035   | 2564   | 5587   | 5572   | 8095   | 7711   | 8087   |

参照元:1962年までEHESS, 1968年以降INSEE · 

## 交通
- 道路 - 県道307号線はサン＝クルーとモールとを結ぶ主要道である。またコミューン北部をA13が横切る。
- 鉄道 - サン＝ジェルマン＝アン＝レー＝グランド＝サンチュール駅とノワジー＝ル＝ロワ駅の区間を結ぶ、グランド・サンチュール・ウエストの路線が通る

## 姉妹都市
- (アメリカ合衆国) ミシガン州 アルビオン (ミシガン州)（英語版）
- (スペイン) バレンシア州 ゴデーリャ（英語版）、2006年8月から
- グアルダ、ポルトガル